# بیوتی (ویرجینیای غربی)
بیوتی (به انگلیسی: Beauty) یک منطقهٔ مسکونی در ایالات متحده آمریکا است که در شهرستان فایت، ویرجینیای غربی واقع شده‌است. بیوتی ۶۴۱٫۹۲ متر بالاتر از سطح دریا واقع شده‌است.